# Malpica de Bergantiños (kommun i Spanien)
Malpica de Bergantiños är en kommun i Spanien. Den ligger i provinsen A Coruña i den autonoma regionen Galicien i nordvästra delen av landet, 500 km väster om huvudstaden Madrid. Antalet invånare är 5 267 (2024).